# 太田泰人
太田 泰人（おおた やすと、1951年 - ）は、日本のキュレーター、美術史家。専門は近現代美術史。

## 来歴
神奈川県立近代美術館課長、東京大学大学院人文社会系研究科文化資源学専攻講師（「博物館学I」担当）。

## 略歴
- 1951年　東京都生まれ
- 1976年　東京大学文学部美術史学科卒業
- 1978 - 1981年　フランス政府給付留学生としてパリ大学付属美術研究所で美術史を学ぶ
- 1983年　東京大学大学院人文科学専修課程修了（近代・現代西洋美術史専攻）
- 1983年　神奈川県立近代美術館学芸員
- 2004年　神奈川県立近代美術館普及課長
- 2012年　女子美術大学大学院美術研究科芸術文化専攻特任教授（2016年まで）

## 著書等
- 企画した主な展覧会
  - ダダと構成主義
  - ジョゼフ・コーネル
  - ニコラ・ド・スタール
  - ル・コルビュジエ
  - バックミンスター・フラー
  - ジャン・プルーヴェ

## 主な著書
- 『キュビスムと抽象美術』（小学館） - 共著
- 太田泰人ほか編『ル・コルビュジエと日本』（鹿島出版会、1999年）
- 『美術館は生まれ変わる 21世紀の現代美術館』（鹿島出版会） - 共著

### 主な訳書
- 『印象派』（ジェームス・ルービン、「岩波世界の美術」岩波書店）
- 『空間を生きる』（リカルド・ボフィル、「SDライブラリー」鹿島出版会）
- 『デュフィ』（ユーリディス・トリション＝ミルサーニ、「岩波世界の巨匠」岩波書店）
- 『パウル・クレー　記号をめぐる伝説』（R・クローン／J・L・ケーナー、岩波同時代ライブラリー）
- 『ピカソ』（ダニエル・ブーン、「岩波世界の巨匠」岩波書店）
- 『ジョゼフ・コーネル　箱の中のユートピア』（デボラ・ソロモン、林寿美・近藤学共訳 、白水社）新版刊